# Zoo de Songkhla

Le zoo de Songkhla (thaï : สวนสัตว์ สงขลา) est un parc zoologique situé à Songkhla en Thaïlande, dans le quartier de Muang. Il couvre  364 acres soit environ 1,5 km2. Le zoo de Songkhla a ouvert ses portes en mai 1989 par l'Organisation des parcs zoologiques de Thaïlande. Le zoo détient environ 700 animaux, parmi eux des espèces très rares comme le chat de Temminck selon ISIS, mais également des tapirs d'Asie, des tigres, plusieurs espèces de singes.

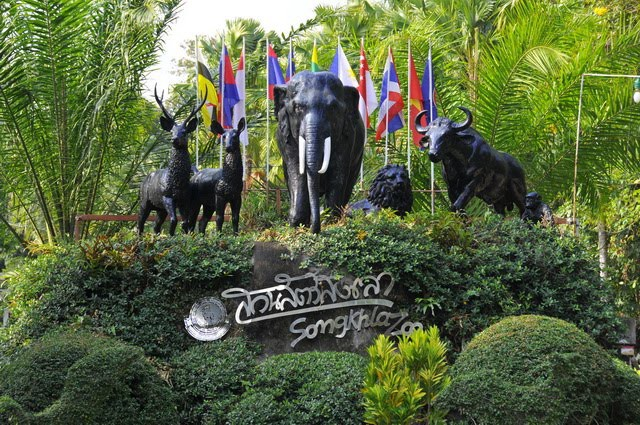
Zoo de Songkhla